# Benedetta Carlini

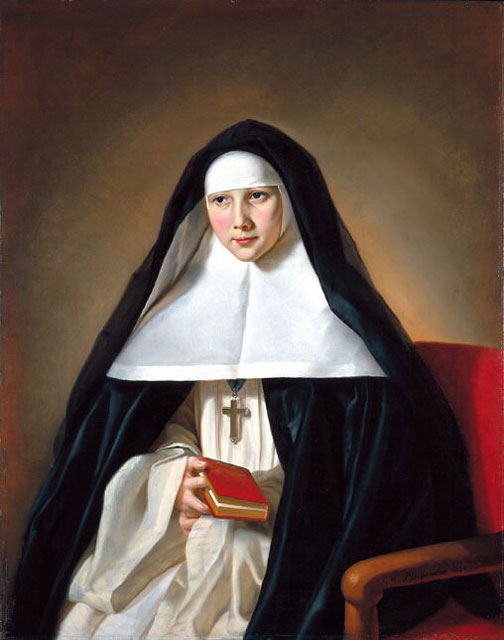
Họa phẩm về nữ tu Benedetta Carlini

Benedetta Carlini (sinh ngày 20 tháng 1 năm 1590 – mất ngày 7 tháng 8 năm 1661) là một nữ tu Công giáo La Mã người Ý, Benedetta Carlini cho hay đã trải nghiệm qua những thị kiến thần bí, trong những lần thị kiến đó bà thuật lại rằng mình đã gặp được Chúa Jesus và còn được làm lễ kết hôn với Chúa Jesus. Trên cương vị là Viện mẫu của Tu viện Đức Mẹ Thiên Chúa tại Pescia, bà đã có quan hệ xác thịt với một trong những nữ tu dưới quyền của mình là Sơ Bartolomea. Những chuyện này đã đến tai những người Phản cải cách vốn quyết tâm hạ bệ những nhà thần bí có khả năng gây rắc rối nếu họ biểu hiện bất kỳ dấu hiệu nào của tâm linh. Mặc dù họ đã đến thăm tu viện ba đến bốn lần, nhưng mãi đến khi họ thẩm vấn Sơ Bartolomea thì họ mới phát hiện ra rằng Benedetta và Bartolemea đã quan hệ thân xác. Bartolomea đã làm chứng rằng Benedetta đã quan hệ tình dục không thâm nhập (frottage) với bà trong khi bị linh hồn của một con quỷ nam được gọi là Splenditello chiếm hữu thể xác. Nữ tu Benedetta sau đó đã bị phế truất chức vụ và bị biệt giam. 

## Tiểu sử
Benedetta Carlini sinh ra vào ngày 20 tháng 1 năm 1590 (đêm Thánh Sebastian). Cha cô là Giuliano là một người đàn ông giàu có và ngoan đạo, ông sở hữu một ngôi nhà và một số cơ ngơi khác ở Vellano và một trang trại nhỏ gần đó. Mẹ cô là Midea Carlini (tên khai sinh là Midea d'Antonio Pieri), một người chị của linh mục giáo xứ. Benedetta là người con một trong gia đình trung lưu người Ý của cô, bà Giuliano đã ghi trong di chúc rằng sau khi cha mẹ qua đời, ngôi nhà của ông sẽ được hiến tặng để xây cất thành một nhà nguyện dành riêng cho Mẹ Thiên Chúa. Quá trình chuyển dạ của Midea rất khó khăn, đau đớn và nguy hiểm cho cả bà và con gái, nhưng cả hai đều sống sót. Giuliano đã quyết định đặt tên cho cô bé là Benedetta — có nghĩa là "được ban phước"— và dành tặng cô bé để phụng sự Chúa. Ngay sau khi cô bé chào đời, gia đình cô bé đã nghỉ hưu tại trang trại của cha cô bé trên núi, nơi cô bé được mẹ chăm sóc chứ không cần phải qua tay vú nuôi chăm bẵm.

## Thị kiến
Vào năm 1614, ngay trước khi dòng Pescia Theatines được phép xây dựng tu viện, cô Benedetta, lúc này là một thiếu nữ 23 tuổi, đã bẩm báo với mẹ bề trên và cha giải tội về những thị kiến siêu nhiên mà mình có. Thị kiến đầu tiên của cô diễn ra vào một buổi sáng trong khi đang cầu nguyện thì đột nhiên, cô cảm thấy mình đang ở trong một khu vườn xinh đẹp với nhiều loại trái cây và hoa thơm, chính giữa là một đài phun nước có nước thoảng mùi hương thơm và bên cạnh là một thiên thần tay cầm một tấm biển có chữ khắc bằng vàng: "Ai muốn lấy nước từ đài phun nước này, hãy rửa sạch cốc còn không thì không được lại gần". Vì không hiểu ý nghĩa của dòng chữ này, cô đã hỏi và thiên thần nói với cô rằng "Nếu cô muốn biết mặt Chúa, hãy trừ bỏ mọi ham muốn trần tục khỏi trái tim". Khi nghe những lời này, Benedetta cảm thấy thôi thúc mạnh mẽ muốn rời bỏ thế gian, nhưng thay vào đó, thị kiến đã chấm dứt, trả lại thân xác rũ rượi, cô trở lại trạng thái bình thường. Sau đó, cô cảm thấy vô cùng hạnh phúc và mong muốn mọi sự trở nên tốt lành. 
Trong những lần thị kiến tiếp theo, cô thấy một người đàn ông mặc đồ lộng lẫy đã cứu cô ra khỏi những con dã thú như sư tử, bọ cạp, lợn rừng và nói rằng ông chính là Chúa Jesus và những con vật kia chính là quỷ dữ. Một lần khác, cô thấy một cậu bé xuất hiện và bảo cô leo lên núi, cậu bé nói rằng sẽ không tự làm được nếu không có người hướng đạo, trong khi cha cô là người giải tội. Một số thị kiến của Benedetta đã diễn ra trước sự chứng kiến của những người khác khi họ đã nhìn thấy rằng trong khi cầu nguyện, cô như đã rơi vào trạng thái giống như đang xuất thần mà khi đó cô đã ra hiệu và phát ra những âm thanh không thể hiểu được. Trong những lần này, trạng thái ý thức thay đổi của cô đã khiến những người xung quanh không hỏi han được những gì đang xảy ra với cô. Cha giải tội của cô là Paolo Ricordati ban đầu bảo cô không nên tin bất cứ điều gì về ma quỷ vì không có cơ sở, chỉ là trò lừa bịp, cô chỉ đang cố gắng kìm nén sự xuất hiện của những ảo ảnh và "cầu nguyện với Chúa rằng Người sẽ gửi đến cho bà những cơn đau đớn thay vì những cơn xuất thần và mặc khải, vì cô thấy rằng điều này sẽ an toàn hơn trước những sự lừa dối của ma quỷ". 
Benedetta đã làm theo lời ông và đã không còn thấy ảo ảnh nhưng thay vào đó đã bắt đầu trải qua những cơn đau dữ dội đến nỗi toàn bộ cơ thể bị tê cứng. Các bác sĩ không thể chẩn đoán được bệnh cũng như không xác định được phải làm gì, không có phương thuốc nào làm dịu cơn đau của Benedetta. Cô nghĩ rằng căn bệnh bí ẩn này là dấu hiệu của ân sủng thiêng liêng mà Paolo Ricordati đã cầu xin và trong hai năm, Benedetta đã chịu đựng trong sự tối tăm lặng lẽ của đời sống cộng đồng tu viện với lời cầu nguyện, ăn chay và làm những công việc chân tay lặt vặt. Vào năm 1618, việc xây dựng một tòa nhà tu viện mới sắp kết thúc. Việc tái định cư tại tòa nhà tu viện mới là một đám rước long trọng. Benedetta bước đi trong trạng thái xuất thần, nhìn thấy các thiên thần của Pescia đang tỏ lòng tôn kính với cô và rải hoa dọc theo con đường của cô như thể cô là hình ảnh của Thánh Dorothy, vị thánh bảo trợ của Pescia đang diễu hành trong cuộc diễu hành thường niên qua thị trấn. Khi họ đến cổng tu viện, Đức Mẹ đã chào đón cô và trao cho người bạn đồng hành của mình hai thiên thần hộ mệnh. Không ai khác ngoài Benedetta có thể nhìn thấy những bông hoa và thiên thần, nhưng nhiều người dân đã nhìn thấy cô trong trạng thái khác thường đó.

## Thánh hôn

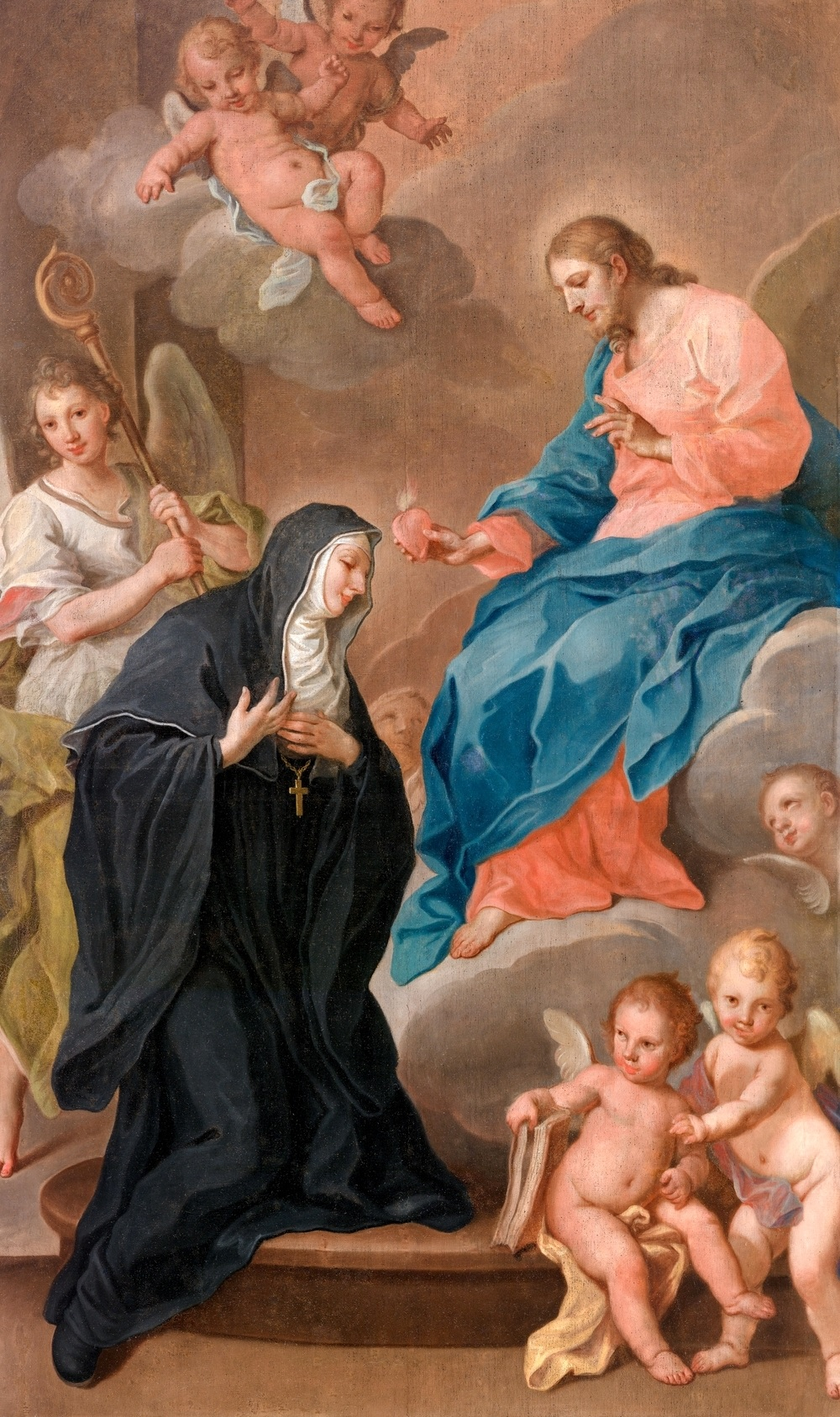
Tranh họa về sự kiện thông linh với Chúa Jesus

Vào ngày 20 tháng 5 năm 1619, người ta đã lan truyền câu chuyện về Chúa Jesus đã hiện ra với Benedetta trong một thị kiến và tuyên bố rằng Người muốn kết hôn với cô trong một buổi lễ long trọng một tuần sau đó. Chúa còn còn chỉ vẽ việc trang trí cho nhà nguyện. Phần trên của bàn thờ phải được phủ bằng vải màu xanh nhạt, mặt phải bằng vải màu đỏ và hai mặt còn lại bằng vải màu xanh lá cây. Sàn nhà cũng phải được phủ với hình ảnh Chúa Kitô và Đức Mẹ, hoa chưng đủ loại và màu sắc, phải sắm sửa ba chiếc ghế và 12 chiếc gối. Tất cả các nữ tu trong nhà sẽ có mặt tại buổi lễ với những ngọn nến lung linh và sau đó Chúa Jesus này sẽ nói chuyện với họ qua đôi môi của Benedetta những gì cần làm và cần đi tới đâu. Benedetta nghi ngờ liệu đây có phải là Chúa Jesus thực sự hay là một ảo ảnh ma quỷ nào đó và ngần ngại kể cho Cha Ricordati mọi chuyện về thị kiến của mình, nhưng ba ngày sau, cô đã tiết lộ nó. Nhưng Ricordati bất ngờ để cô tự nhiên và các nữ tu khác đã bắt đầu trang trí tu viện vì trong những lần xuất thần thì Benedetta đã từng nói về cuộc hôn nhân sắp xảy ra và có thể không thể nhớ điều này trong trạng thái lương tâm bình thường. 
Vì cộng đồng không có đầy đủ những thứ cần thiết cho một buổi lễ kết hôn huyền bí long trọng, họ đã cử một người hầu đi mượn khăn trải bàn thờ từ một số người bên ngoài tu viện. Họ đã yêu cầu một số tổ chức tôn giáo trong vùng lân cận đóng góp nến và xin gối và hoa chưng từ nhiều nơi khác, những giỏ hoa được gửi đến từ khắp mọi nơi. Các nữ tu đã nhận được rất nhiều quà tặng đến nỗi họ không biết phải làm gì với chúng. Tin tức về những gì đang diễn ra lan truyền và nhiều người muốn tham gia, nhưng không ai, kể cả Cha Ricordati, được phép vào tu viện trong quá trình chuẩn bị hoặc chính buổi lễ. Vào buổi sáng ngày 27 tháng 5 năm 1619, Benedetta nghe thấy một giọng vang lên bảo cô rằng cô nên mặc quần áo cho hai người mới vào nghề như những thiên thần. Cô viết vào một mảnh giấy rồi chuyển cho Cha Ricordati để xin phép ngài. 
Làm xong việc này, cô và những người khác đến Ca đoàn, nơi cô cầm một giỏ hoa, rải khắp nơi, rồi thắp nến, tặng mỗi người một cây. Benedetta hướng dẫn các nữ tu quỳ xuống và làm theo lời cô hướng dẫn. Cô cầm cây thánh giá lên, bắt đầu ngân nga ca khúc Veni Creator Spiritus khi cô dẫn đầu đoàn rước ra khỏi ca đoàn, vào khu vườn, rồi quay trở lại ca đoàn, nơi tất cả họ hát nhiều thánh ca và kinh cầu Đức Trinh Nữ. Sau khi rải hương và cúi chào nhiều lần về phía bàn thờ, Benedetta quỳ xuống và tiếp tục hát một mình. Giọng cô hầu như không nghe thấy và không thể nghe rõ lời cô. Sau đó, Benedetta có một thị kiến mới về Chúa Jesus, tươi sáng và đẹp đẽ đến nỗi cô gần như không thể nhìn vào Người. Và Người nói: "Hãy vui mừng lên, hôm nay ta sẽ cưới con". Tiếp theo là Đức Mẹ với đoàn tùy tùng gồm các thiên thần và thánh. Benedetta trả lời rằng cô không muốn đồng ý, vì cô không chắc Người là Chúa Jesus hay ma quỷ. Người trả lời rằng: "Ta không phải là ma quỷ, mà là Chúa Jesus của con", và còn nói: "hãy đưa tay cho ta vì ta muốn đeo nhẫn cưới cho con". Benedetta nói: "Nhưng Chúa ơi, con không xứng đáng". Tức thì, Đức Mẹ nắm lấy tay phải của cô nhấc lên và Chúa Jesus bèn đeo nhẫn thọc vào ngón tay cô. Benedetta hôn chiếc nhẫn. Chúa Jesus nói với cô rằng ngoài cô ra thì không ai khác có thể nhìn thấy chiếc nhẫn này. Sau đó, Chúa đã trở nên vô hình đối với tất cả mọi người, ngoại trừ Benedetta, đã thuyết giảng cho tất thảy rằng cô là cô dâu và nàng hầu của Người, là người tốt đẹp mà Người có trên thế gian, và bảo mọi người phải vâng phục Người. Benedetta nói bằng một giọng điệu mà đối với các nữ tu khác cho biết là thánh thót hơn giọng nói thường ngày của cô. 
Sau khoảnh khắc này, Benedetta đã trở lại bình thường và bắt đầu rời khỏi ca đoàn, gần như thể không có chuyện gì xảy ra. Trên đường đi, cô dừng lại để trò chuyện với vợ của Vicar, người đã bất chấp lệnh của giám mục, đến tu viện để chứng kiến lễ cưới. Một số người khác khi tham gia sự kiện đã nghi ngờ về điều kỳ diệu này bởi lẻ không ai ngoài Benedetta đã nhìn thấy Chúa Jesus cùng với Đức Mẹ các vị thánh hoặc ngay cả chiếc nhẫn. Họ biết rằng cuộc hôn nhân của Thánh Catherine với Chúa Kitô cũng không để lại bằng chứng hữu hình nào, nhưng mong muốn được công khai là điều bất thường đối với một nhà thần bí thực sự và có vẻ đáng ngờ, đặc biệt là nếu những người khác ở đó không nhìn thấy bất kỳ người hoặc vật thể siêu nhiên nào. Những người cùng thời với Benedetta rất hiểu rằng vì phụ nữ không được phép tham gia vào các cuộc thảo luận xã hội và công khai của thời đại này, nên họ nghĩ rằng họ có thể lên tiếng theo những cách khác. Có những hình ảnh, biểu tượng tôn giáo là một cách để phụ nữ có thể lên tiếng chẵng hạn như Maria de la Visitación là một nữ tu đến từ Lisbon, cũng có dấu thánh và trở thành một trong những phụ nữ châu Âu có ảnh hưởng nhất vào những năm 1580, được các nhà cai trị và các quan chức nhà thờ cấp cao tham khảo ý kiến, trước khi bà bị phát hiện là một kẻ lừa đảo. Người ta cho rằng trường hợp đó có thể xảy ra với chính trường hợp của Benedetta.

## Trong văn hóa

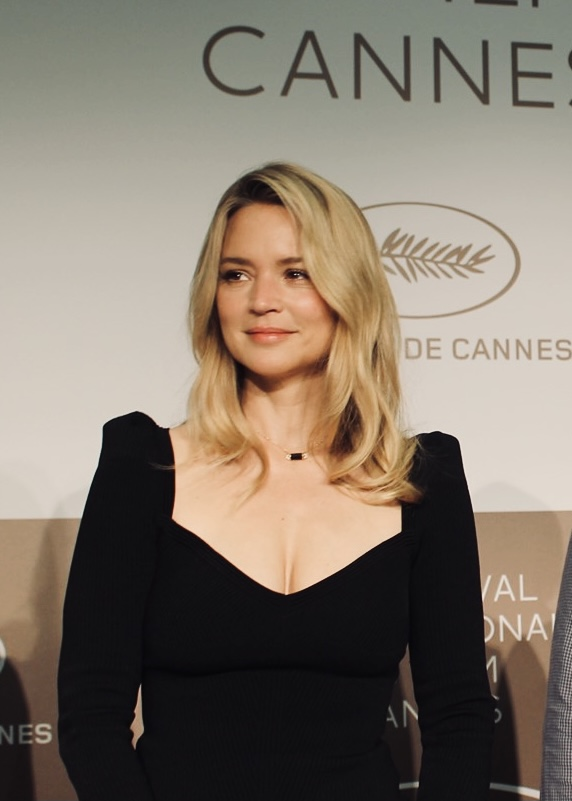
Nữ diễn viên Virginie Efira tại liên hoan phim năm 2021

Câu chuyện về bà là chất liệu cho câu chuyện Immodest Acts: The Life of a Lesbian Nun in Renaissance Italy  của tác giả Judith C. Brown mà sau này đã được dựng thành bộ phim có tựa đề Benedetta vào năm 2021. Tác phẩm điện ảnh Benedetta dựa theo cuốn sách Immodest Acts: The Life of a Lesbian Nun in Renaissance Italy của tác giả Judith C. Brown phát hành năm 1986. Phim kể về cuộc đời của nữ tu đồng tính nữ Benedetta Carlini (1591-1661), là viện trưởng của Tu viện Mẹ Thiên Chúa, tại Pescia. Bà có mối quan hệ tình cảm với một trong những nữ tu của mình là Sơ Bartolemea nên bị tước cấp bậc và bị tống giam. Benedetta có cảnh bức tượng tôn giáo được sử dụng như món đồ chơi tình dục. Diễn viên vào vai bà là Virginie Efira.